# Henstedt-Ulzburg
Henstedt-Ulzburg er en by og amtsfri kommune i det nordlige Tyskland, beliggende under Kreis Segeberg i delstaten Slesvig-Holsten. Byen ligger 30 km nord for Hamborg. Floderne Alster og Pinnau har deres udspring i Henstedt-Ulzburg. Henstedt-Ulzburg ligger på den nordlige udbygningsakse i Metropolregion Hamburg, direkte nord for Norderstedt.
Henstedt-Ulzburg består af følgende områder
- Ulzburg
- Henstedt
- Ulzburg Süd
- Rhen
- Götzberg